# Art Ross Memorial Trophy
Art Ross Memorial Trophy – nagroda przyznawana corocznie zawodnikowi NHL, który w sezonie zasadniczym zdobędzie największą liczbę punktów w tzw. punktacji kanadyjskiej (łączna suma goli i asyst).
Nazwa trofeum pochodzi od nazwiska Arthura Howeya Rossa (ur. 13 stycznia 1886, zm. 5 sierpnia 1964) - słynnego zawodnika, sędziego oraz trenera hokejowego, dwukrotnego zdobywcy Pucharu Stanleya, powszechnie uznawanego za jednego z najlepszych obrońców swojej epoki. 
Dotychczas najwięcej razy uhonorowani Art Ross Memorial Trophy zostali Wayne Gretzky (10-krotnie) oraz Gordie Howe i Mario Lamieux (6-krotnie).

## Lista nagrodzonych

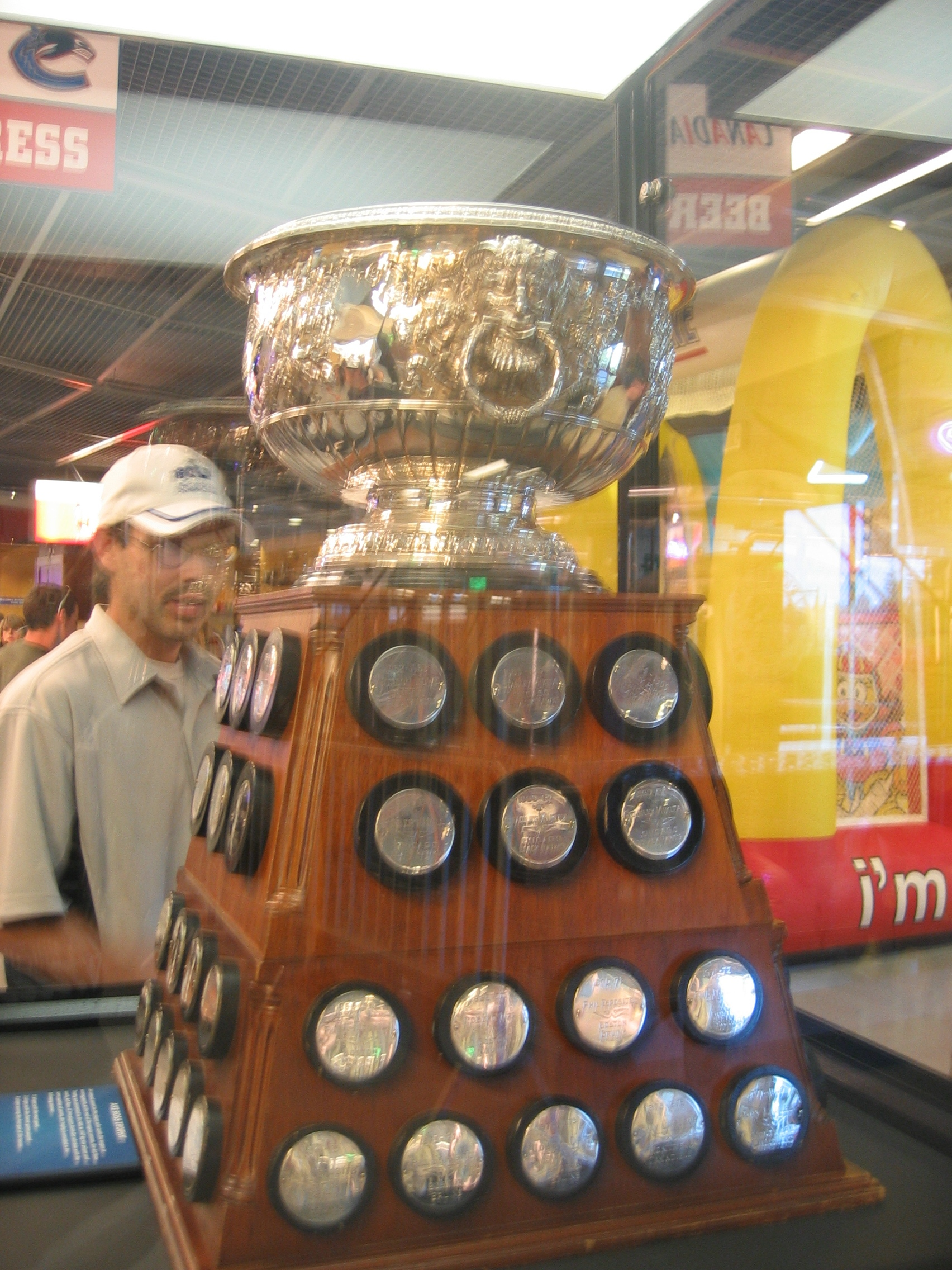
Art Ross Memorial Trophy

| 2024 | Nikita Kuczerow (Tampa Bay Lightnings)       | 144 pkt. |  |  |  |
| 2023 | Connor McDavid (Edmonton Oilers)             | 153 pkt. |  |  |  |
| 2022 | Connor McDavid (Edmonton Oilers)             | 123 pkt. |  |  |  |
| 2021 | Connor McDavid (Edmonton Oilers)             | 105 pkt. |  |  |  |
| 2020 | Leon Draisaitl (Edmonton Oilers)             | 110 pkt. |  |  |  |
| 2019 | Nikita Kuczerow (Tampa Bay Lightnings)       | 128 pkt. |  |  |  |
| 2018 | Connor McDavid (Edmonton Oilers)             | 108 pkt. |  |  |  |
| 2017 | Connor McDavid (Edmonton Oilers)             | 100 pkt. |  |  |  |
| 2016 | Patrick Kane (Chicago Blackhawks)            | 106 pkt. |  |  |  |
| 2015 | Jamie Benn (Dallas Stars)                    | 87 pkt.  |  |  |  |
| 2014 | Sidney Crosby (Pittsburgh Penguins)          | 104 pkt. |  |  |  |
| 2013 | Martin St. Louis (Tampa Bay Lightning)       | 60 pkt.  |  |  |  |
| 2012 | Jewgienij Małkin (Pittsburgh Penguins)       | 109 pkt. |  |  |  |
| 2011 | Daniel Sedin (Vancouver Canucks)             | 104 pkt. |  |  |  |
| 2010 | Henrik Sedin (Vancouver Canucks)             | 112 pkt. |  |  |  |
| 2009 | Jewgienij Małkin (Pittsburgh Penguins)       | 113 pkt. |  |  |  |
| 2008 | Aleksandr Owieczkin (Washington Capitals)    | 112 pkt. |  |  |  |
| 2007 | Sidney Crosby (Pittsburgh Penguins)          | 120 pkt. |  |  |  |
| 2006 | Joe Thornton (Boston Bruins/San Jose Sharks) | 125 pkt. |  |  |  |
| 2005 | nie przyznano z powodu lockoutu w NHL        |          |  |  |  |
| 2004 | Martin St. Louis (Tampa Bay Lightning)       | 94 pkt.  |  |  |  |
| 2003 | Peter Forsberg (Colorado Avalanche)          | 106 pkt. |  |  |  |
| 2002 | Jarome Iginla (Calgary Flames)               | 96 pkt.  |  |  |  |
| 2001 | Jaromír Jágr (Pittsburgh Penguins)           | 121 pkt. |  |  |  |
| 2000 | Jaromír Jágr (Pittsburgh Penguins)           | 96 pkt.  |  |  |  |
| 1999 | Jaromír Jágr (Pittsburgh Penguins)           | 127 pkt. |  |  |  |
| 1998 | Jaromír Jágr (Pittsburgh Penguins)           | 102 pkt. |  |  |  |
| 1997 | Mario Lemieux (Pittsburgh Penguins)          | 122 pkt. |  |  |  |
| 1996 | Mario Lemieux (Pittsburgh Penguins)          | 161 pkt. |  |  |  |
| 1995 | Jaromír Jágr (Pittsburgh Penguins)           | 70 pkt.  |  |  |  |
| 1994 | Wayne Gretzky (Los Angeles Kings)            | 130 pkt. |  |  |  |
| 1993 | Mario Lemieux (Pittsburgh Penguins)          | 160 pkt. |  |  |  |
| 1992 | Mario Lemieux (Pittsburgh Penguins)          | 131 pkt. |  |  |  |
| 1991 | Wayne Gretzky (Los Angeles Kings)            | 163 pkt. |  |  |  |
| 1990 | Wayne Gretzky (Los Angeles Kings)            | 142 pkt. |  |  |  |
| 1989 | Mario Lemieux (Pittsburgh Penguins)          | 199 pkt. |  |  |  |
| 1988 | Mario Lemieux (Pittsburgh Penguins)          | 168 pkt. |  |  |  |
| 1987 | Wayne Gretzky (Edmonton Oilers)              | 183 pkt. |  |  |  |
| 1986 | Wayne Gretzky (Edmonton Oilers)              | 215 pkt. |  |  |  |
| 1985 | Wayne Gretzky (Edmonton Oilers)              | 208 pkt. |  |  |  |
| 1984 | Wayne Gretzky (Edmonton Oilers)              | 205 pkt. |  |  |  |
| 1983 | Wayne Gretzky (Edmonton Oilers)              | 196 pkt. |  |  |  |
| 1982 | Wayne Gretzky (Edmonton Oilers)              | 212 pkt. |  |  |  |
| 1981 | Wayne Gretzky (Edmonton Oilers)              | 164 pkt. |  |  |  |
| 1980 | Marcel Dionne (Los Angeles Kings)            | 137 pkt. |  |  |  |
| 1979 | Bryan Trottier (New York Islanders)          | 134 pkt. |  |  |  |
| 1978 | Guy Lafleur (Montreal Canadiens)             | 132 pkt. |  |  |  |
| 1977 | Guy Lafleur (Montreal Canadiens)             | 136 pkt. |  |  |  |
| 1976 | Guy Lafleur (Montreal Canadiens)             | 125 pkt. |  |  |  |
| 1975 | Bobby Orr (Boston Bruins)                    | 135 pkt. |  |  |  |
| 1974 | Phil Esposito (Boston Bruins)                | 145 pkt. |  |  |  |
| 1973 | Phil Esposito (Boston Bruins)                | 130 pkt. |  |  |  |
| 1972 | Phil Esposito (Boston Bruins)                | 133 pkt. |  |  |  |
| 1971 | Phil Esposito (Boston Bruins)                | 152 pkt. |  |  |  |
| 1970 | Bobby Orr (Boston Bruins)                    | 120 pkt. |  |  |  |
| 1969 | Phil Esposito (Boston Bruins)                | 126 pkt. |  |  |  |
| 1968 | Stan Mikita (Chicago Blackhawks)             | 87 pkt.  |  |  |  |
| 1967 | Stan Mikita (Chicago Blackhawks)             | 97 pkt.  |  |  |  |
| 1966 | Bobby Hull (Chicago Blackhawks)              | 97 pkt.  |  |  |  |
| 1965 | Stan Mikita (Chicago Blackhawks)             | 87 pkt.  |  |  |  |
| 1964 | Stan Mikita (Chicago Blackhawks)             | 89 pkt.  |  |  |  |
| 1963 | Gordie Howe (Detroit Red Wings)              | 86 pkt.  |  |  |  |
| 1962 | Bobby Hull (Chicago Blackhawks)              | 84 pkt.  |  |  |  |
| 1961 | Bernie Geoffrion (Montreal Canadiens)        | 95 pkt.  |  |  |  |
| 1960 | Bobby Hull (Chicago Blackhawks)              | 81 pkt.  |  |  |  |
| 1959 | Dickie Moore (Montreal Canadiens)            | 96 pkt.  |  |  |  |
| 1958 | Dickie Moore (Montreal Canadiens)            | 84 pkt.  |  |  |  |
| 1957 | Gordie Howe (Detroit Red Wings)              | 89 pkt.  |  |  |  |
| 1956 | Jean Béliveau (Montreal Canadiens)           | 88 pkt.  |  |  |  |
| 1955 | Bernie Geoffrion (Montreal Canadiens)        | 75 pkt.  |  |  |  |
| 1954 | Gordie Howe (Detroit Red Wings)              | 81 pkt.  |  |  |  |
| 1953 | Gordie Howe (Detroit Red Wings)              | 95 pkt.  |  |  |  |
| 1952 | Gordie Howe (Detroit Red Wings)              | 86 pkt.  |  |  |  |
| 1951 | Gordie Howe (Detroit Red Wings)              | 86 pkt.  |  |  |  |
| 1950 | Ted Lindsay (Detroit Red Wings)              | 78 pkt.  |  |  |  |
| 1949 | Roy Conacher (Chicago Blackhawks)            | 68 pkt.  |  |  |  |
| 1948 | Elmer Lach (Montreal Canadiens)              | 61 pkt.  |  |  |  |